# Кинур
Кинур је у грчкој митологији био син Персеја и Андромеде. 

## Митологија
Кинур је био епонимни херој становника Кинурије, аргивског племена. Они су били пореклом Аргивци, јер је Кинур повео колонисте у долину између Арголиде и Лаконије. Њега је помињао Паусанија.